# Кулкенов, Мереке Абдешович
Мереке Абдешович Кулкенов (каз. Мереке Әбдешұлы Құлкенов; 8 ноября 1951; Карабау, Кзылкогинский район, Гурьевская область, Казахская ССР, СССР) — казахстанский писатель, журналист, редактор, общественный деятель. Заслуженный работник культуры Казахстана (1998). Лауреат Президентской премии в области СМИ (2003).

## Биография
Родился 8 ноября 1951 года в село Карабау, Кызылкогинского района Атырауской области.
После службы в армии в 1970 году с 1971 по 1973 годы работал помощником издателя в типографии газетно-журнального издательства ЦК Компартии Казахстана.
В 1978 году окончил факультет журналистики Казахского государственного университета. После окончания университета работал корреспондентом в средствах массовой информации газеты «Қазақстан пионері», телеканала Казахстан, журнала «Пионер» и газеты казахской литературы.
С 1993 по 1997 год — главный редактор республиканского общественно-литературного журнала «Жалын»;
С 1997 по 2006 год — главный редактор республиканской газеты «Ана тілі»;
С 2006 года — главный редактор литературно-художественного, массового журнала «Тан-Шолпан»;
С 2018 года заместитель председателя Союза писателей Казахстана;

## Творчество
Автор произведений «Шёлковый ветер», «Утренняя прохлада», «Үрей», «Жизнь и творчество Халела Досмухамедова», «Қазақстан» и многих других прозаических и публицистических произведений. Также его перу принадлежат пьесы «Махаббат мұнарасы» и «Жәңгір хан». Его произведения переведы на несколько языков.
В 2003 году ему был присуждён приз Министерства культуры РК за драму «Бас» о жизни великого Махамбета Утемисова, видного представителя казахской поэзии первой половины XIX века, которая была написана им в соавторстве с драматургом Р. Отарбаевым.
В преддверии празднования 200-летия Махамбета под его руководством увидели свет 20-томник из серии «Библиотека Махамбета» и  альбом на трёх языках (на казахском, английском и русском) из серии  «Махамбет елі».

## Награды и звания
- 1998 — Указом Президента РК присвоено почётное звание «Қазақстанның еңбек сіңірген қызметкері» (Заслуженный работник Казахстана);
- 2001 — Медаль «10 лет независимости Республики Казахстан»;
- 2003 — Премия Президента Республики Казахстан в области средств массовой информации;[5]
- 2003 — Почётное звания «Заслуженный деятель издательского и полиграфического дела Республики Казахстана» (каз. Қазақстан Республикасының Баспа және полиграфия iсiнiң еңбек сіңірген кайраткерi) — за весомый вклад в развитие издательско-полиграфической деятельности в годы независимости.;
- 2004 — Орден «Курмет»;
- 2019 — Орден «Парасат»;
- 2021 — Почётный гражданин Атырауской области;
- 2022 года (22 октября) — Орден «Барыс» 1 степени — за большой вклад в отечественную литературу и издательское дело в честь национального праздника — Дня Республики.;[6]